# Чудеса в решете (мультфильм)
«Чудеса в решете» — мультипликационный фильм 1978 года по произведениям английской народной поэзии для детей в переводе Самуила Маршака.
В фильме звучит музыка в исполнении вокально-инструментального ансамбля «Мадригал».

## Сюжет
В мультфильме использован сюжет стихотворений «Чудеса в решете», «О мальчиках и девочках», «Робин-Бобин», «Не может быть!», «Вечерний разговор», «Три мудреца».

## Производство
Первоначальный замысел Андрея Хржановского предусматривал создание большого фильма, поставленного по мотивам английской народной поэзии. Фильм был основан на шести стихотворениях. Впоследствии материал был разделён на две части. По мотивам стихотворения «Дом, который построил Джек» был снят одноимённый мультфильм, а на материале остальных пяти стихотворений — «Чудеса в решете».

## Создатели
- Автор сценария и режиссёр — Андрей Хржановский
- Художник-постановщик — Наталья Орлова
- Художник — Юрий Батанин
- Музыка — Владимира Мартынова в исполнении вокально-инструментального ансамбля «Мадригал»
- Оператор — Кабул Расулов
- Звукооператор — Владимир Кутузов
- Монтажёр — Любовь Георгиева
- Ассистент режиссёра — Зоя Кредушинская
- Ассистент художника — Татьяна Сокольская
- Ассистент оператора — Людмила Крутовская
- Художники-мультипликаторы: Анатолий Абаренов, Эльвира Авакян, Наталия Барковская, Юрий Батанин, Александр Горленко, Иосиф Куроян, Владимир Пальчиков
- Редактор — Раиса Фричинская
- Директор картины — Любовь Бутырина
- Роли озвучивали: Петя Дегтярёв, Георгий Георгиу, Любовь Корнева, Владимир Осенев, Готлиб Ронинсон, Татьяна Решетникова
- Создатели приведены по титрам мультфильма

## О мультфильме
«Чудеса в решете» (1976) — экранизация маленьких английских детских стихотворений, переведенных Маршаком, стихотворений, которые наизусть знает каждый ребенок. Здесь и «Робин-Бобин-Барабек», и стихи про трех мудрецов, задумавших в тазу переплыть море, и … Словом, что перечислять всем нам знакомые забавные строчки. Но и на этом веселом, остроумном и очень детском фильме так же легко различимо авторское «тавро»: ритм, музыкальность и, конечно, материал искусства — на этот раз пейзажи «старой зеленой Англии», точно воспроизведенные элементы английской архитектуры, «цитаты» из английской живописи и книжной графики.— Венжер Н. Андрей Хржановский // Режиссеры советского мультипликационного кино. М., 1983.